# Каре-Чай (бахш)
Каре-Чай (перс. قره‌چای) — бахш в Ірані, в шагрестані Хондаб остану Марказі.

## Дегестани
До складу бахша входять такі дегестани:
- Джаверсіян
- Енадж
- Санґ-Сефід